# Lymantria fumida
Lymantria fumida este o specie de molii din genul Lymantria, familia Lymantriidae, descrisă de Butler 1877 Conform Catalogue of Life specia Lymantria fumida nu are subspecii cunoscute.